# Valerio Scanu
- Bravo Bravissimo Festival (2002)[N 1] e Tale e quale show - Il torneo (IV edizione 2015)[N 2]
- Amici di Maria De Filippi (VIII edizione, 2009) e Tale e quale show (IV edizione, 2014)
- Festival di Sanremo 2010 Campioni
- L'isola dei famosi (X edizione, 2015)
- Il cantante mascherato (I edizione, 2020) e Tale e quale Sanremo (I edizione, 2023)[N 2]

Valerio Scanu (La Maddalena, 10 aprile 1990) è un cantante e personaggio televisivo italiano.
Dopo alcune esperienze nell'ambito musicale, partecipando a manifestazioni e programmi canori, è divenuto noto come cantante solista tra il 2008 e il 2009, partecipando all'ottava edizione del talent show Amici di Maria De Filippi dove si è classificato secondo, firmando un contratto con l'etichetta discografica EMI Music, conclusosi nel 2013, per poi passare alla NatyLoveYou, del cui marchio è titolare.
Nel corso della sua carriera ha partecipato due volte al Festival di Sanremo: nel 2010, vincendo con il brano Per tutte le volte che..., e nel 2016, con Finalmente piove. Ha ricevuto vari riconoscimenti, tra i quali quattro Wind Music Awards, un TRL Award e un Venice Music Awards.

## Biografia

### Gli esordi,Amicie i primi dischi
Si avvicina alla musica nei primi anni 2000, partecipando a programmi televisivi quali Canzoni sotto l'albero, Bravo Bravissimo Festival e Note di Natale.
In seguito si esibisce al piano bar e in varie serate di piazza, nella sua città e zone limitrofe, facendo gavetta sui piccoli palchi con un gruppo di cui faceva parte anche il padre. 
Partecipa in seguito ad alcuni provini non andati a buon fine, tra i quali uno per la versione francese di American Idol, per la commedia musicale di Riccardo Cocciante Giulietta e Romeo e per X Factor.
Si iscrive alla SIAE, registrando nove opere scritte e composte da lui stesso.
Nel 2008 partecipa all'ottava edizione di Amici di Maria De Filippi classificandosi secondo. Il 10 aprile 2009 pubblica il suo primo EP, Sentimento certificato Disco d'oro per le oltre 30 000 copie, il cui omonimo singolo e primo estratto dallo stesso, raggiunge la 3ª posizione della Top Singoli. Il 16 maggio 2009, a Torino, partecipa ad Amici - La sfida dei talenti, una trasmissione televisiva speciale condotta da Maria De Filippi con alcuni dei protagonisti del talent show di tutte le prime otto edizioni.
Per supportare le vendite dell'EP svolge il Sentimento tour con il suo gruppo per più di 50 date da maggio a settembre 2009 e in concomitanza col suo inizio pubblica come secondo singolo il brano Dopo di me, scritto da Malika Ayane, e gira il suo primo videoclip.
Nel giugno dello stesso anno, partecipa ai Wind Music Awards 2009 e vince il suo primo WindMusicAwards per l'EP Sentimento.
L'8 luglio successivo pubblica il singolo Listen, cover dell'omonimo brano di Beyoncé, non contenuto in alcun album del cantante.
Il 18 settembre pubblica il singolo Ricordati di noi, anticipando così l'uscita del suo primo album, che avviene il 16 ottobre 2009. Il brano è poi inserito anche nella colonna sonora del film Amore 14 di Federico Moccia. L'album, Valerio Scanu, certificato disco d'oro per le oltre 35 000 copie vendute

e contenente sette brani, è ripubblicato il 4 dicembre come Valerio Scanu (Christmas Edition), con l'aggiunta di quattro tracce. La promozione dell'album continua prima con la pubblicazione, avvenuta il 27 novembre, del singolo Polvere di stelle e successivamente con la partenza del tour breve Valerio Scanu Tour, svoltosi in sei tappe a cavallo tra dicembre 2009 e gennaio 2010.

### La vittoria al Festival di Sanremo 2010 ePer tutte le volte che...
Il 20 febbraio 2010 vince il 60º Festival di Sanremo con la canzone Per tutte le volte che..., inizialmente scartata nella seconda serata dal voto della giuria demoscopica e poi ripescata la serata seguente grazie al televoto. Durante la manifestazione è diretto da Giuseppe Vessicchio e si esibisce con Alessandra Amoroso nelle serate dedicate ai duetti.
Poco dopo la pubblicazione, il brano è certificato disco di platino, per le oltre 30 000 vendite in digitale.
Il singolo ha anticipato l'uscita dell'omonimo album. Poco dopo l'uscita dell'album viene pubblicato un EP esclusivamente in digitale con delle versioni remixate di Per tutte le volte che...
Il 23 aprile 2010 pubblica come secondo singolo il brano Credi in me, il cui video musicale vede la partecipazione della ginnasta e campionessa mondiale Vanessa Ferrari.
Dal 24 aprile 2010 il cantante parte in tour con "In Tutti i Luoghi Tour".
L'8 maggio 2010, ospite ai TRL Awards 2010, vince il premio My TRL Best Video con Per tutte le volte che... ed è nominato nella categoria MTV Man of the Year.
Il 20 maggio dello stesso anno esce la sua autobiografia Quando parlano di me, pubblicata dalla Aliberti Editore.
Il cantante partecipa il 28 e il 29 maggio ai Wind Music Awards 2010 ricevendo tre premi, due come Premio Cd Oro per gli album Valerio Scanu e Per tutte le volte che... e uno come Online Single Track Platino per il singolo Per tutte le volte che...
Dall'album è estratto, il 25 giugno 2010, il terzo e ultimo singolo, Indissolubile.
Il 28 settembre partecipa all'evento O' Scià, organizzato da Claudio Baglioni col quale si esibisce in un duetto.

### Parto da qui, il ritorno adAmicieCosì diverso(2011-2012)
In attesa del terzo album del cantante, il 15 ottobre 2010 la casa discografica Emi pubblica il singolo di apertura Mio. L'album, Parto da qui, viene pubblicato ufficialmente il 9 novembre successivo, raggiungendo come posizione massima all'esordio la 2ª della Classifica FIMI Album.
La promozione dell'album continua con la partenza del Parto da qui tour. Il 14 gennaio 2011 viene pubblicato il secondo singolo, L'amore cambia. Il 21 febbraio 2011 il cantante riceve una nomination ai TRL Awards 2011 nella categoria Best Talent Show Artist. Il 14 febbraio tiene un concerto intitolato "Love Show" e viene trasmesso in più di 100 cinema in diretta.
Il 19 aprile 2011 viene pubblicata la riedizione dell'album intitolata Parto da qui tour Edition anticipata dal singolo Due stelle, versione italiana del brano Chances contenuto nell'album. La riedizione dell'album contiene inoltre il DVD del concerto "Love Show".
Questa edizione raggiunge come posizione massima la 6ª della Classifica FIMI Album e il 1º luglio successivo Parto da qui è certificato disco d'oro.
A distanza di due anni dal precedente lavoro, il 20 marzo 2012 pubblica il quarto album, intitolato Così diverso, anticipato dal singolo Amami. L'album esordisce alla 6ª posizione della Classifica FIMI Album.
Dal 31 marzo al 5 maggio 2012, Scanu ritorna alla trasmissione televisiva Amici di Maria De Filippi come concorrente della categoria "big" in gara con i colleghi usciti precedentemente dal programma; Scanu si classifica settimo.
Il 1º giugno 2012 pubblica il secondo singolo tratto dall'album, Libera mente, brano dal sound reggae. Dallo stesso mese il cantante è impegnato nel Così diverso tour, composto sia da tappe estive sia invernali.

### L'autoproduzione:Live in RomaeLasciami entrare(2013-2014)

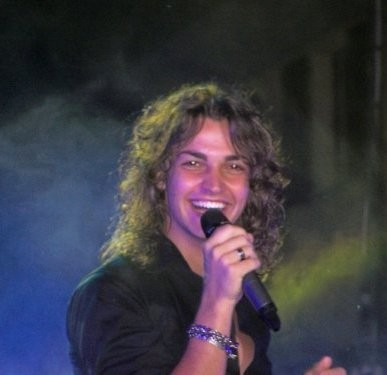
Valerio Scanu durante un concerto

All'inizio del 2013 si conclude il rapporto lavorativo con l'azienda che organizzava i tour di Scanu; il cantante decide quindi di optare per l'autogestione concertistica. Successivamente, nel corso del 2013, passa alla casa discografica NatyLoveYou Srl, di cui è titolare del marchio.

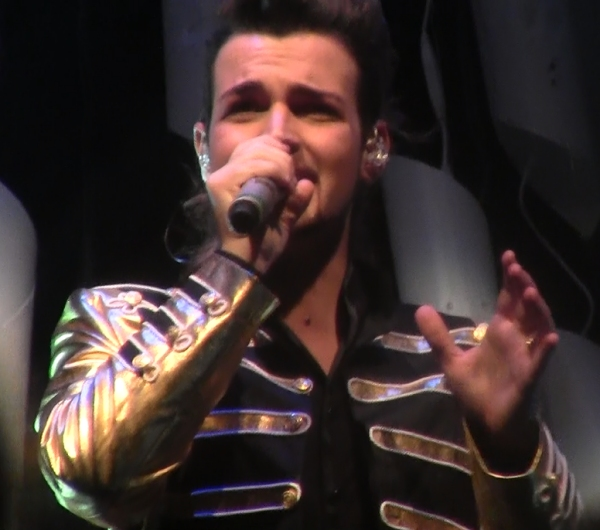
Valerio Scanu in concerto a Roma

Dal 25 febbraio 2013 è impegnato con il tour Live in Acustico dedicandolo alla lotta contro la violenza sulle donne.
L'11 giugno 2013 esce il CD/DVD del concerto natalizio, intitolato Valerio Scanu Live in Roma, disco interamente autoprodotto e contenente i brani eseguiti dal cantante durante il concerto del 17 dicembre all'Auditorium Parco della Musica. L'album debutta alla 21ª posizione della Classifica FIMI Album.
Il 15 dicembre 2013 ritorna all'Auditorium Parco della Musica di Roma per il suo secondo concerto natalizio It's Christmas Day, a cui prendono parte alcuni ospiti tra i quali Antonino, Lisa, Kykah e la cantante lirica Fey Yue.
Il 7 gennaio 2014 pubblica sotto la propria etichetta discografica "NatyLoveYou" il singolo di apertura del nuovo album in studio, Sui nostri passi, che esordisce alla 12ª posizione della Top Singoli; l'album si intitola Lasciami entrare ed esce il 28 gennaio 2014. L'album esordisce alla 2ª posizione della Classifica FIMI Album.
Il 22 aprile 2014, pubblica il secondo singolo Lasciami entrare, che raggiunge la 4ª posizione della Top Singoli ed è certificato disco d'oro.
Durante l'estate del 2014 il cantante è impegnato con il Lasciami entrare tour, iniziato nel mese di giugno 2014, le cui prime quattro date si svolgono in tre città europee sotto il nome di Lasciami Entrare European Live Tour. Nello stesso periodo, il 26 giugno 2014, partecipa alla seconda edizione dei Summer Festival con il brano Lasciami entrare ottenendo una nomination per il premio Rtl 102.5 - Canzone dell'estate 2014.
Il 28 ottobre 2014 pubblica il terzo singolo Parole di cristallo scritta da Davide Rossi (figlio del cantante Vasco Rossi) e da Federico Paciotti, che raggiunge la seconda posizione della Top Singoli ed è certificato anch'esso disco d'oro.
Il 9 dicembre esce l'album dal vivo It's Xmas Day, composto da quindici tracce registrate durante il concerto di Natale del 15 dicembre 2013. A una settimana dalla pubblicazione l'album esordisce alla 17ª posizione della Classifica FIMI Album.

### Tale e quale show,L'isola dei famosie il tour (2014-2015)
Dal 12 settembre 2014 fino al novembre 2014 prende parte al cast della quarta edizione di Tale e quale show, in onda su Rai 1 e condotto da Carlo Conti. Scanu vince la terza puntata del talent show imitando Stevie Wonder, mentre alla finale si classifica al secondo posto dietro Serena Rossi.
Il 31 dicembre 2014 è ospite della trasmissione Capodanno con Gigi D'Alessio di Gigi D'Alessio in diretta su Canale 5 e RTL 102.5 TV durante la quale, in un quartetto con Anna Tatangelo, Bianca Atzei e lo stesso D'Alessio, canta il brano Un nuovo bacio.
Dal 26 gennaio 2015 è uno dei concorrenti della decima edizione del reality show L'isola dei famosi, in onda su Canale 5 con la conduzione di Alessia Marcuzzi, classificandosi al quarto posto e venendo eliminato con il 61% dei voti.
Ad aprile 2015 si esibisce nel Concerto di Cristallo, con due date: a Roma il 2 aprile e a Milano il 4; ospite del concerto di Roma è Anna Tatangelo, mentre Ivana Spagna partecipa alla tappa di Milano.
Da maggio a ottobre 2015 il cantante è impegnato nel tour Valerio Scanu Live 2015.
Dal 23 maggio è di nuovo testimonial dello spot TV Melegatti, in onda su tutte le reti Mediaset. Nello stesso mese, viene distribuito il film Disney Trilli e la creatura leggendaria nel quale canta il brano In mille anni in coppia con Gabriella Scalise.
A giugno 2015 Scanu partecipa alla terza edizione del Summer Festival con il brano Alone, quarto singolo estratto dall'album Lasciami entrare, ottenendo inoltre una nomination per il Premio Rtl 102.5 - canzone dell'estate.
Dal 30 ottobre rientra tra i concorrenti in gara alla quarta edizione di Tale e quale show - Il torneo; il 20 novembre il cantante viene proclamato vincitore del programma.

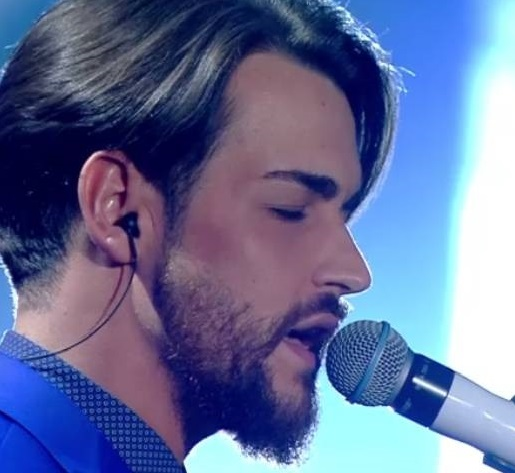
Valerio Scanu al Festival di Sanremo 2016

### Il ritorno al Festival di Sanremo eFinalmente piove(2016-2017)
Nel 2016 partecipa alla 66ª edizione del Festival di Sanremo nella sezione Campioni con il brano Finalmente piove, scritto da Fabrizio Moro, classificandosi 13º. Nella serata dedicata alle cover canta il brano Io vivrò (senza te) di Lucio Battisti classificandosi al 2º posto. Durante la manifestazione è diretto dal maestro Peppe Vessicchio.
Il 12 febbraio 2016 esce il nuovo album dal titolo Finalmente piove, anticipato dall'omonimo brano, pubblicato il 10 febbraio 2016. Il 21 marzo 2016 il singolo viene certificato disco d'oro per le oltre 25 000 copie vendute.
L'8 aprile successivo esce in edizione limitata il disco in vinile di Finalmente piove che esordisce al primo posto della classifica FIMI LP. Il 24 dello stesso mese parte il Finalmente Piove Live Tour a Roma, con ospiti Bianca Atzei e Maurizio Di Cesare, quest'ultimo riceve un contratto discografico dalla NatyLoveYou.
Il 27 maggio seguente esce Io vivrò (senza te), secondo singolo estratto dall'album Finalmente piove certificato disco d'oro. Il 27 agosto va in onda su Rai 1 la 59ª edizione del Festival di Castrocaro, in cui il cantante è parte della giuria. Il 3 settembre ottiene dalla FIMI la certificazione disco di platino per il singolo Finalmente piove per le oltre 50 000 copie vendute.
Il 17 ottobre 2016, il cantante partecipa come concorrente per una puntata al reality show Pechino Express in onda su Rai 2. Il 28 dello stesso mese esce il singolo Rinascendo, terzo estratto dall'album Finalmente piove. Il 17 dicembre torna all'Auditorium Parco della Musica di Roma per il suo terzo concerto di Natale chiamato Finalmente piove...a Natale. Ospiti del concerto Fiordaliso, Silvia Mezzanotte, Serena Rossi e un coro gospel diretto da Daniela Loi.
Dal 25 febbraio 2017 torna a far parte del cast fisso di Ballando con le stelle, occupandosi del mondo social e commentando in diretta le opinioni del pubblico a casa e del backstage del programma.
Nell'estate successiva il cantante torna in tour con il Finalmente Tour, che si concluderà il 16 dicembre all'Auditorium Parco della Musica di Roma con il suo "Valerio Scanu Christmas Songs", creando un vero e proprio show dedicato al Natale e al mondo Disney.
Il 14 settembre dello stesso anno Scanu esordisce come conduttore effettivo: prende parte in qualità di conduttore al programma Kudos - Tutto passa dal web, per dieci puntate su Rai 4.

### I dieci anni di carriera, il libro e l'albumDieci(2018-2019)
Il 15 marzo 2018 esce il suo secondo libro Giuro di dire la verità dalla A alla Zia Mary associando a ogni capitolo una lettera, raccontando senza censure le sue verità. Il libro viene pubblicato da edizioni Ultra.
Il 16 marzo 2018 pubblica il singolo apripista del nuovo progetto Ed io. Il 15 maggio 2018, a due mesi dall'uscita del singolo Ed io, esce a tiratura limitata di 500 copie il 45 giri del singolo, poi, il successivo 22 giugno esce su tutti i Digital Store il secondo singolo Capovolgo il mondo.
Il 5 ottobre 2018 esce Dieci, settimo album in studio che festeggia i 10 anni di carriera discografica. Valerio sceglie per l'occasione 10 brani di altrettanti giovani autori a cui chiede di essere rappresentato in musica secondo il loro pensiero, qua rincontra la penna che firmò la canzone vincitrice di Sanremo, Pierdavide Carone e in contemporanea all'uscita del disco, esce il terzo singolo Inciampando dentro un'anima, scritto da quest'ultimo. Tra i vari autori troviamo: Saverio Grandi, Tony Maiello, Enrico Palmosi, Simonetta Spiri.
L'album esordisce nella classifica FIMI in seconda posizione, e rimane in vetta alla classifica di I-TUNES come album più venduto per le successive due settimane.
Dal 2012 porta sul palco dell'Auditorium Parco della Musica il concerto evento dedicato al Natale; dalle varie promozioni nei programmi televisivi italiani per i dieci anni di carriera e dall'album che li omaggia, il 15 dicembre 2018 il concerto natalizio prende il nome di "A Christmas Carol" e vede sul palco insieme al protagonista vari ospiti, tra cui Pierdavide Carone, Jessica Notaro e Martina Stavolo, il concerto si estende ad altre due tappe: il 16 dicembre a Villa Adriana e il 22 dicembre a La Maddalena.
Il 26 aprile 2019 lancia il quarto singolo, Affrontiamoci, e vede la sua promozione nei vari canali televisivi italiani.
Il 21 dicembre successivo ritorna per il settimo anno consecutivo con il consueto concerto di Natale, "Valerio Scanu - ACUSTICO LIVE - Christmas Edition"; nello stesso mese propone il cortometraggio animato dal titolo Le 5 monete d'oro con la regia di Giovanni Carpanzano, direttore del ReFF, proiettato nel corso del concerto di Natale a Roma, con tutte le 9000 illustrazioni di Stefano Pullano.

### Il cantante mascherato,Canto di Nataleed altri progetti (2020-2025)
Nel 2020 partecipa a Il cantante mascherato su Rai 1 classificandosi al quarto posto, sotto la maschera dell'Angelo.
Dopo una pausa legata alla pandemia di COVID-19, Valerio decide di non spezzare la sua tradizione che lo lega al Natale dal 2012, pubblicando il 27 novembre il singolo inedito L'aria di Natale e il 4 dicembre un Canto di Natale, un disco e il film che racconta le tracce contenute all'interno di questo. All'interno del progetto la partecipazione straordinaria di Remo Girone e Massimo Lopez.
Il 10 aprile 2021, il giorno del suo compleanno, festeggia con un concerto in streaming a causa delle restrizioni dovute alla pandemia di COVID-19 ripercorrendo la sua carriera artistica.
Il 6 dicembre, come da tradizione, torna con il concerto natalizio all'Auditorium Parco della Musica di Roma. Il 17 dello stesso mese pubblica il nuovo singolo Siamo anime.
Nel febbraio 2022 è uno dei 9 "Big" partecipanti a Una voce per San Marino 2022, festival musicale volto a selezionare il rappresentante sammarinese all'Eurovision Song Contest 2022 a Torino. La competizione sarà vinta da Achille Lauro.
Il 19 gennaio 2024 pubblica il nuovo singolo Presente in cui abbraccia i ricordi della propria infanzia e del legame profondo con il padre, da cui ha colto molti insegnamenti e doti artistiche, e che è mancato improvvisamente nel 2020 a causa del Covid.
Il 12 dicembre 2024 si esibisce nel suo tradizionale concerto natalizio presso il teatro Ghione a Roma.
Dall'11 gennaio 2025 fino al 1° marzo 2025 partecipa alla terza edizione di Ora o mai più, in onda su Rai 1 e condotto da Marco Liorni, dove nel corso dell'ultima puntata ha presentato il suo nuovo singolo, Solo con una parola.

## Vita privata
Il 27 luglio 2022 si è laureato in giurisprudenza presso l'Università telematica Giustino Fortunato.
Il 7 settembre 2023 si è unito civilmente a Luigi Calcara presso il Campidoglio.
Nel giugno 2024 ha aperto il suo secondo salone per parrucchieri a Roma, denominato Hannabrà.

## Discografia

### Album in studio
- 2009 – Valerio Scanu
- 2010 – Per tutte le volte che...
- 2010 – Parto da qui
- 2012 – Così diverso
- 2014 – Lasciami entrare
- 2016 – Finalmente piove
- 2018 – Dieci
- 2020 – Canto di Natale

### Album dal vivo
- 2013 – Valerio Scanu Live in Roma
- 2014 – It's Xmas Day

### EP
- 2009 – Sentimento

### DVD
- 2011 – Parto da qui (tour edition)
- 2020 – Canto di Natale

## Opere letterarie
- 2010 – Quando parlano di me, Aliberti Editore, ISBN 9788874245956
- 2018 – Giuro di dire la verità dalla A alla Zia Mary, Ultra Edizioni, ISBN 9788867766901

## Tournée
- Sentimento tour (2009)[9]
- Valerio Scanu tour (2009-2010)[9]
- In tutti i luoghi tour (2010)[18]
- Parto da qui tour (2011)[9]
- Così diverso tour (2012)[9][30]
- Live in Acustico (2013)[33]
- Lasciami entrare tour/Lasciami Entrare European Live Tour (2014)
- Concerto di Cristallo (2015)[53] "Concerto evento"
- VSLIVE (2015)
- Finalmente Piove Live Tour (2016)
- Finalmente Live Tour (2017)
- Live tour (2018)
- Acustico Live (2019)
- Valerio Scanu Tour (2023)
- Presente tour (2024)

## Televisione
- Canzoni sotto l'albero (Canale 5, 2000) Concorrente
- Bravo Bravissimo Festival (Rete 4, 2002) Concorrente, vincitore
- Note di Natale (Canale 5, 2002) Concorrente
- Amici di Maria De Filippi (Canale 5, 2008-2009, 2012) Concorrente
- Festival di Sanremo 2010 (Rai 1, 2010) Concorrente, vincitore
- Tale e Quale Show 4 (Rai 1, 2014) Concorrente
  - Tale e quale show - Il torneo (Rai 1, 2015) Concorrente, vincitore
  - Natale e quale show - Speciale Telethon (Rai 1, 2022-2023) Concorrente
  - Tale e quale Sanremo (Rai 1, 2023) Concorrente
- L'isola dei famosi 10 (Canale 5, 2015) Concorrente
- Festival di Sanremo 2016 (Rai 1, 2016) Concorrente
- Festival di Castrocaro (Rai 2, 2016) Giurato
- Ballando con le stelle (Rai 1, 2016-2017)[63] Conduttore
- Kudos - Tutto passa dal web (Rai 4, 2017) Conduttore
- Il cantante mascherato (Rai 1, 2020) Concorrente
- Oggi è un altro giorno (Rai 1, 2021-2023) ospite ricorrente
- Ora o mai più (Rai 1, 2025) Concorrente

## Partecipazioni a manifestazioni canore
- Festival di Sanremo
  - 2010 – 1º posto sezione "Campioni" con Per tutte le volte che...
  - 2016 – 13º posto sezione "Campioni" con Finalmente piove
- Una voce per San Marino
  - 2022 – 11º posto con Io credo

## Riconoscimenti
- 2002
  - Primo classificato a Bravo Bravissimo Festival con il brano musicale Cambiare[5]
- 2009
  - Wind Music Awards come Premio Cd Oro per l'EP Sentimento e per la compilation Scialla (ritirato insieme ai colleghi di Amici)
- 2010
  - Primo classificato della sessantesima edizione del Festival di Sanremo[5]
  - Wind Music Awards come Premio Cd Oro per gli album in studio Valerio Scanu e Per tutte le volte che... e come Online Single Track Platino per il singolo Per tutte le volte che...[20][64]
  - TRL Awards 2010 come My TRL Best Video per il video musicale di Per Tutte le volte che...[65]
  - Venice Music Awards 2010 come Premio rivelazione Sanremo 2010
  - 2011 - Targa nella strada del Festival di Sanremo in via Matteotti a Sanremo per il brano Per tutte le volte che…

### Nomination
- 2014
  - Summer Festival come RTL 102.5 - Canzone dell'estate 2014 con Lasciami entrare[46][47]
- 2015
  - #SanremoLeague con il brano Per tutte le volte che…[66]
  - MTV Italia Awards 2015 come Artist Saga
  - Summer Festival come RTL 102.5 – Canzone dell'estate 2015 con Alone